# Zespół krótkiego QT
Zespół krótkiego QT (SQT, z ang. short QT syndrome) – uwarunkowane genetycznie zaburzenie przewodzenia w układzie bodźcoprzewodzącym serca, spowodowane mutacjami w genie kanału potasowego. Charakteryzuje się rodzinnym występowaniem skróconego (<300 ms) skorygowanego czasu trwania odstępów QT w elektrokardiogramie.

## Etiologia
Do tej pory wykazano istnienie trzech postaci zespołu:
- SQT1 spowodowany mutacjami w genie KCNH2
- SQT2 spowodowany mutacjami w genie KCNQ1
- SQT3 spowodowany mutacjami w genie KCNJ2